# Havstein (Dønna)
Havstein est une petite île de la commune de Dønna , en mer de Norvège dans le comté de Nordland en Norvège.

## Description
L'île se trouve sur la côte du Helgeland, à l'est de l'île de Vandve. Jusque dans les années 1970, l'île comptait encore un certain nombre de résidents permanents. Aujourd'hui, personne ne vit en permanence sur l'île, de sorte que les quelque 10 maisons de l'île ne fonctionnent que comme des maisons de vacances. 
Il existe une liaison par ferry entre Solfjellsjøen sur l'île de Dønna et Havstein, de sorte qu'il est possible de se rendre sur l'île presque tous les jours. Les familles qui y vivaient vivaient principalement de la pêche et de l'agriculture. La pêche avait lieu une grande partie de l'année dans les zones voisines, mais en hiver, il était courant d'aller aux îles Lofoten et au Finnmark pour la pêche à la morue. Åsvær était également un important village de pêcheurs pour la pêche hivernale à la morue, et certains des pêcheurs de Havstein y vivaient tout l'hiver en rorbu.